# Distribuidor Los Ruices
El Distribuidor Los Ruices es una infraestructura vial ubicada en el sector sur de Los Ruices del municipio Sucre del área metropolitana de Caracas, Venezuela. La estructura conecta la autopista Francisco Fajardo con las avenidas Los Ruices, Caurimare y Río de Janeiro.
La obra está conformada por dos puentes de iguales proporciones que pasan por encima de la principal arteria vial de la capital venezolana. Cuenta con ocho rampas de incorporación y salida, así como refugio para motorizados en caso de lluvias.
Su construcción inició en junio de 2015, para sustituir un puente que generaba diversos problemas debido a su altura de 3,65 metros. Por esta razón en el lugar eran regulares las colisiones de vehículos de carga pesada contra las vigas, accidentes que comprometían la integridad del puente y ocasionaban fuerte congestión vehicular que afectaban a toda la ciudad capital, así como el empalme con la autopista Gran Mariscal de Ayacucho que conecta con las ciudades de Guarenas, Guatire, el Eje de Barlovento en el estado Miranda y todo el oriente del país.

## Antecedentes
Con una fecha de antigüedad de alrededor de 60 años, el distribuidor de Los Ruices contaba con un puente de dos canales, uno en cada sentido (norte-sur y sur-norte) con 43 metros de largo, 19,85 de ancho y seis rampas, con una altura sobre la autopista Francisco Fajardo de 3,65 metros. El pasar del tiempo y el cambio en las medidas y capacidad de los vehículos, tanto de carga pesada como de pasajeros, representaron un problema debido a que el estándar se ubicó en una altura máxima de 3,90 metros y esta estructura quedaba notablemente por debajo de la norma.
Es por ello que a mediados de la década de 1990 el Ministerio de Transporte y Comunicaciones realizó obras para intentar corregir el problema. En este sentido, se modificaron los canales lentos en ambos sentidos de la autopista Francisco Fajardo para convertirlos en “trincheras” con una profundidad aproximada de 50 centímetros. Por allí debían transitar los vehículos con altura superior a los 3,65 metros. Sin embargo, la falta de conocimiento y la negligencia de los conductores obligó a instalar en las adyacencias diversos dispositivos de control de altura que si bien protegían en algunos casos las vigas del puente, ocasionaban accidentes y con ello la misma congestión vehicular.
Las constantes colisiones amenazaban la integridad del puente y podían generar una catástrofe, así como la incomunicación de los sectores adyacentes, por lo que se probaron diversos métodos para evitar que los camiones y autobuses con gran altura impactaran con la estructura inferior. Se ubicaron en el lugar desde vigas de acero hasta dispositivos electrónicos que alertaban sobre los riesgos de colisión pero resultaron infructuosos por la omisión por parte de los conductores de vehículos de mayor altura y la falta de mantenimiento preventivo.

## Construcción
La decisión de construir un nuevo Distribuidor entró en el plan de Soluciones Viales para Caracas que significó el desarrollo de diversas obras de infraestructura para mejorar las vías expresas y principales arterias viales de la capital, para acabar con la constante congestión vehicular y mejorar la circulación entre los cinco municipios del área metropolitana y ciudades adyacentes.
Para este proyecto se aprobaron Bs. F. 280.000.000,00 por parte del Ejecutivo Nacional y la ejecución estuvo bajo la responsabilidad del Ministerio del Poder Popular para el Transporte Terrestre y Obras Públicas durante la gestión de Haiman El Troudi
La construcción inició a principios de junio de 2015 con los capiteles de ambos lados de la autopista Francisco Fajardo, así como la ampliación a cinco canales de esta vía, manteniendo en pie el viejo puente por cuanto era el acceso de los sectores Caurimare, Macaracuay y El Cafetal del municipio Baruta hacia el municipio Sucre y viceversa.
El 24 de octubre de 2015 el viejo puente de Los Ruices fue demolido con una explosión controlada, entre el Ministerio del Poder Popular para el Transporte Terrestre y la Compañía Anónima Venezolana de Industrias Militares (Cavim). Para efectuar la demolición se usaron 200 kilogramos de explosivos y tan solo duró 1,2 segundos en caer. Esta demolición se realizó teniendo ya instaladas las dos vigas estructurales que constituirían los puentes gemelos del nuevo Distribuidor, para generar la menor interrupción posible en la comunicación terrestre de las zonas aledañas.

## Nuevo distribuidor
La obra fue culminada el 11 de noviembre de 2015 con la inauguración por parte del entonces ministro del Poder Popular para el Transporte Terrestre y Obras Públicas, José Luis Bernardo. De los dos puentes gemelos, cada uno tiene 44 metros de largo, 13,85 metros de ancho con dos canales y una calzada peatonal, así como una altura de 5 metros, eliminando en definitiva los controles de altura en la autopista Francisco Fajardo.
La obra además cuenta con 8 rampas de acceso que permiten salir o incorporarse a la autopista Francisco Fajardo sin inconvenientes lo que representa una disminución en el tiempo de circulación y la congestión vehicular. Además se incorporó un refugio para motorizados en el lado sur y áreas ornamentales donde destaca la obra “Cayena” del escultor venezolano Luben Damianoff.

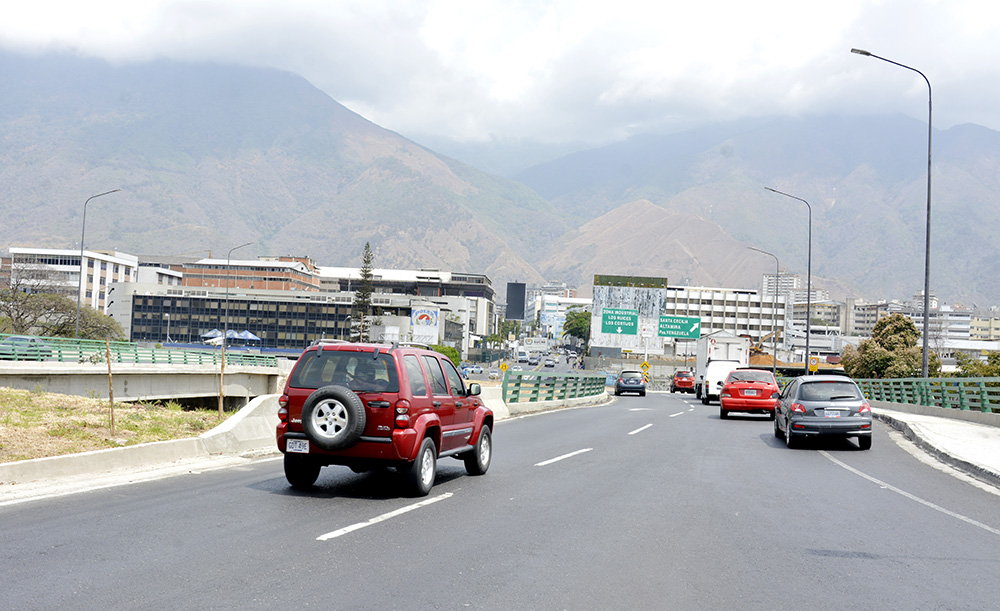
Distribuidor Los Ruices
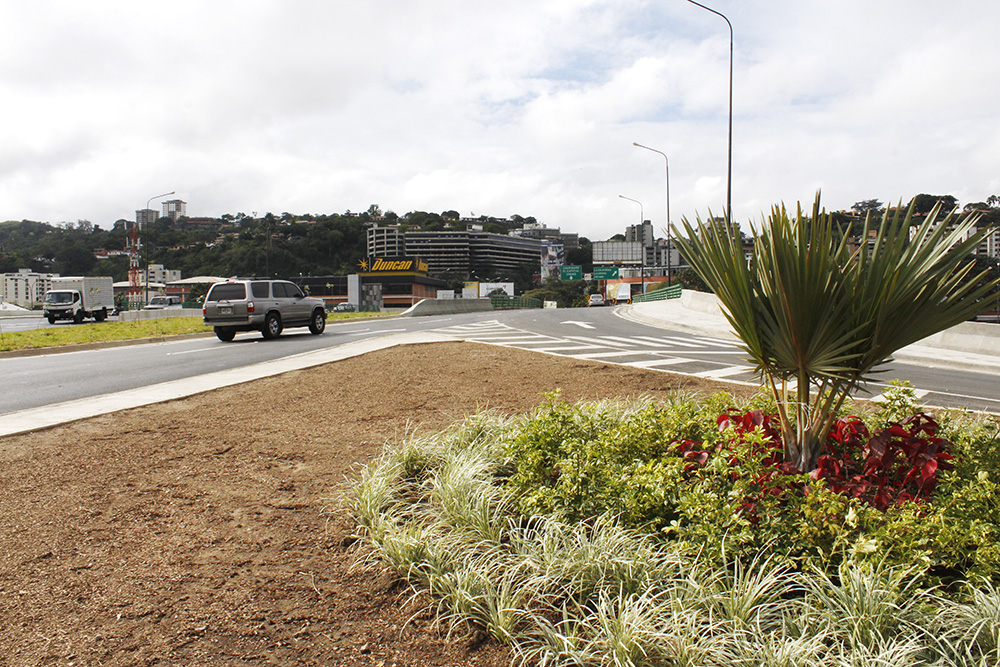
Distribuidor Los Ruices
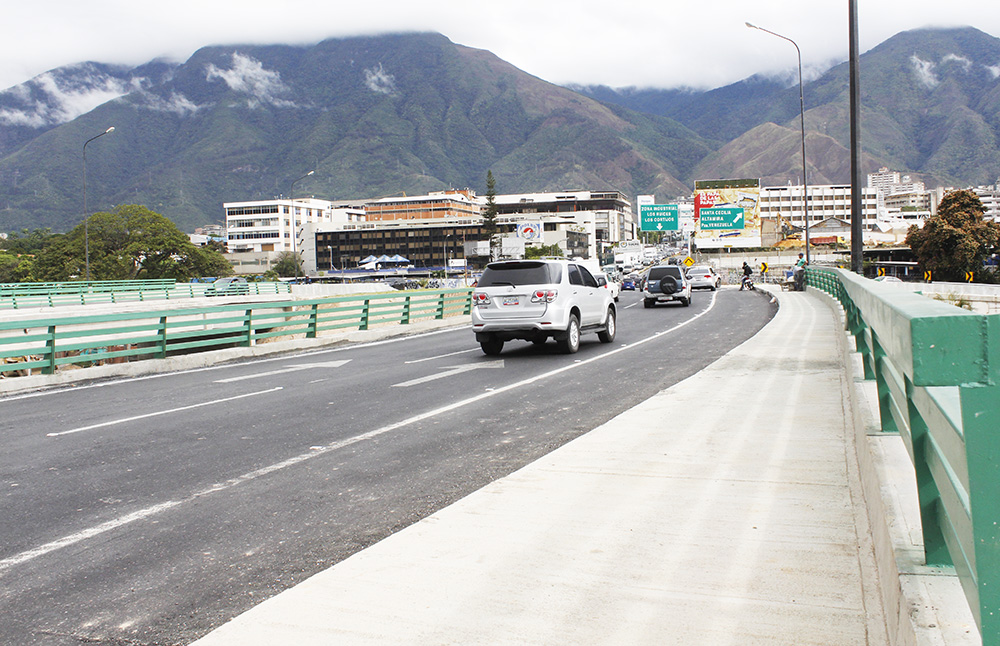
Distribuidor Los Ruices
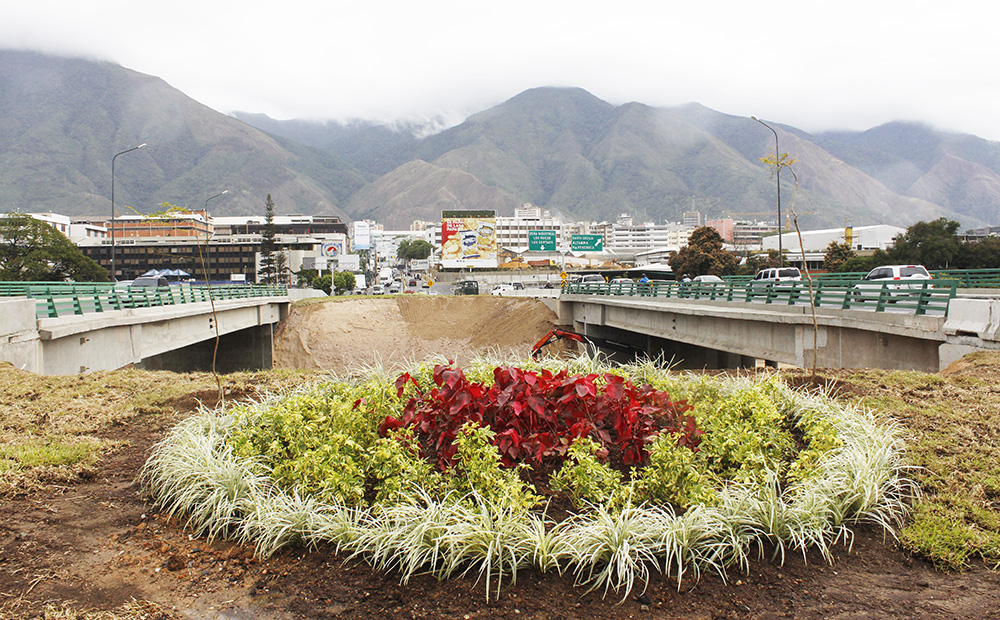
Distribuidor Los Ruices
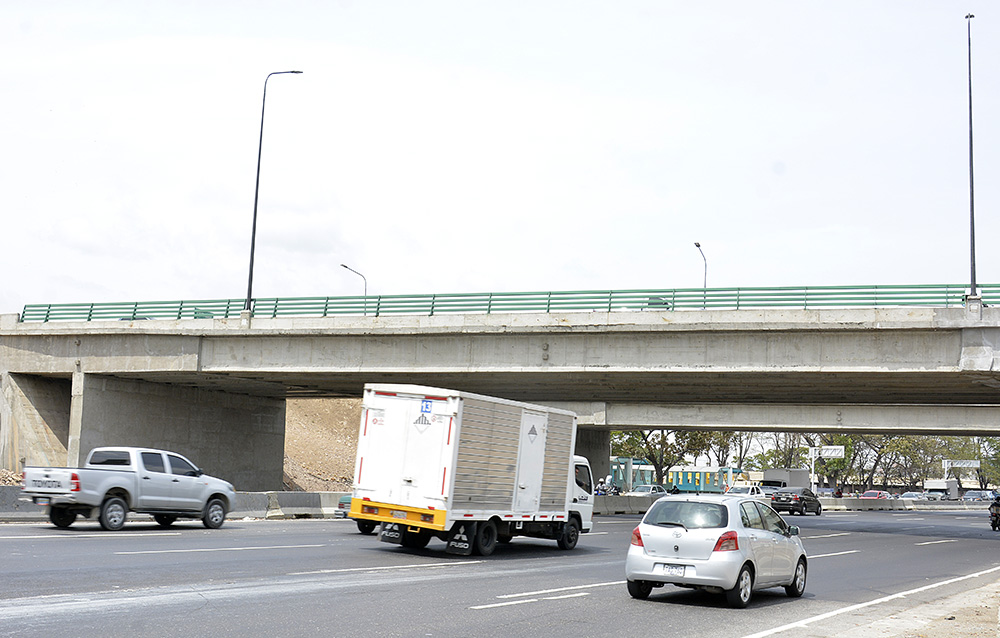
Distribuidor Los Ruices
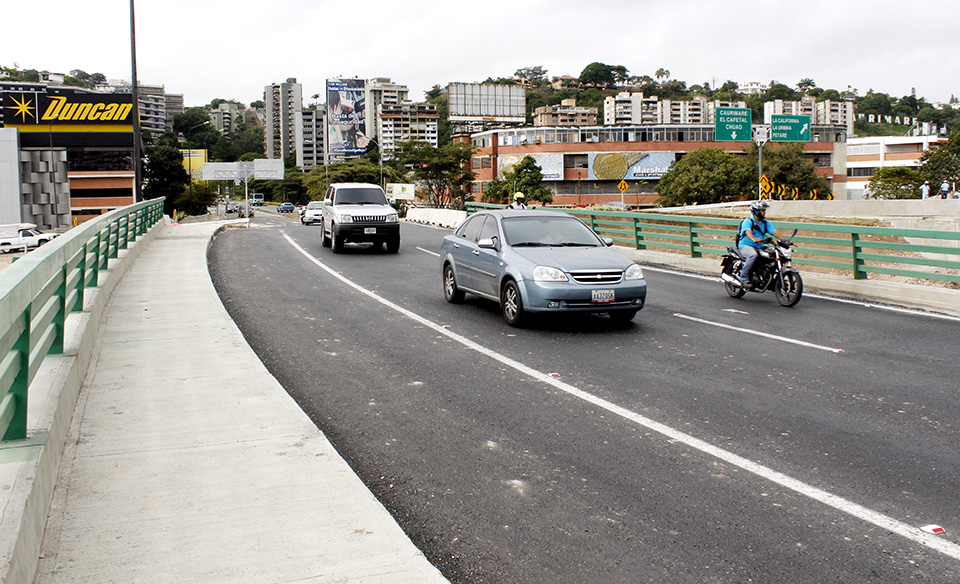
Distribuidor Los Ruices

### Detalles técnicos
- Costo: BsF. 280.000.000,00
- Inicio: junio de 2015 (5 meses)
- Inauguración: noviembre de 2015
- Materiales: Concreto y Acero
- Puentes: 2
- Ancho: 13,85 metros (cada puente)
- Largo: 44 metros
- Rampas: 8 (4 de ingreso – 4 de salida)
- Altura: 5 metros